# Кация, Кондрат Казаутович
Кондрат Казаутович Кация (1910 год, село Адзюбжа, Сухумский округ, Кутаисская губерния, Российская империя — 7 июня 1973 года, село Адзюбжа, Очемчирский район, Абхазская АССР, Грузинская ССР) — советский звеньевой колхоза. Герой Социалистического Труда (1948).

## Биография
Родился в 1910 году в крестьянской семье в селе Адзюбжа Сухумского округа.
С раннего возраста трудился в сельском хозяйстве. Во время коллективизации вступил в 1930 году в местный колхоз имени Сталина Очемчирского района, Абхазская АССР, Грузинская ССР, в котором трудился до призыва в 1941 году Красную Армию по мобилизации.
Воевал в составе 32-го отдельного рабочего батальона. Сражался при обороне Заполярья, в боях против японских войск в августе 1945 года. После демобилизации возвратился в родное село, где продолжил трудиться в родном колхозе. В послевоенное время — звеньевой 1-го полеводческого звена 4-й бригады колхоза имени Сталина.
В 1947 году звено под его руководством собрало в среднем с каждого гектара по 77,06 центнера кукурузы на площади 3 гектара. Указом Президиума Верховного Совета СССР от 21 февраля 1948 года удостоен звания Героя Социалистического Труда за «получение высоких урожаев кукурузы и пшеницы в 1947 году» с вручением ордена Ленина и золотой медали «Серп и Молот» (№ 696).
Этим же Указом званием Героя Социалистического Труда был награждён труженик колхоза имени Сталина звеньевой Самсон Ханашович Кация.
После выхода на пенсию проживал в родном селе. Умер 7 июня 1973 года.
Награды
- Герой Социалистического Труда
- Орден Ленина
- Медаль «За оборону Советского Заполярья» (05.12.1944)